# Équipe de Jersey de cricket
L'équipe de Jersey de cricket représente l'île Anglo-Normande de Jersey et dispute des rencontres internationales de cricket. Jersey dispute une rencontre annuelle contre l'équipe de Guernesey depuis 1957. Elle dépend du Jersey Cricket Board, qui devient membre affilié de l'International Cricket Council en 2005 puis membre associé en 2007.